# Artaxias I de Armenia

Artaxias I fue el fundador de la Dinastía Artáxida, que reinó sobre el Reino de Armenia durante casi dos siglos. Artaxias gobernó sobre dichos territorios de 190/189 a. C. a 160/159 a. C.
A finales del siglo III a. C., Armenia era un reino formado por aproximadamente 120 regiones gobernadas por nakharars. Este reino estaba vagamente unido por los monarcas Oróntidas de Armenia. Aunque Alejandro Magno no conquistó Armenia, la cultura helenística tuvo un fuerte impacto sobre la sociedad armenia. Cuando Antíoco el Grande se disputó el dominio de Armenia con los Oróntidas, el monarca seléucida nombró a Artaxias como strategos. Tras la derrota de Antíoco a manos de los romanos en la Batalla de Magnesia (190 a. C.), Artaxias y su segundo al mando, Zariadres, se rebelaron y, con el consentimiento romano, fundaron un reino autónomo y se autoproclamaron reyes. Artaxias gobernaría sobre el Reino de Armenia y Zariadres sobre Armenia Inferior/Sophene.
Artaxias contrajo matrimonio con Satenik, hija del rey de los alanos. Fruto de este matrimonio nacieron seis hijos: Artavasdes, Vruyr, Mazhan, Zariadres, Tiran y Tigranes. Artaxias fundó la capital del reino, Artashat, en el Río Aras, cerca del Lago Sevan. Tras su derrota en la Batalla de Zama, Aníbal se refugió en la corte de Antíoco, y cuando este no pudo protegerle más, el general cartaginés se refugió en la corte del rey armenio. Artaxias fue tomado prisionero por Antíoco IV Epífanes cuando este atacó Armenia ca. de 165 a. C.
| Predecesor: - | Rey Armenia (de la Dinastía artáxida) 190 a. C. - 159 a. C. | Sucesor: Artavasdes I |